# Mistrovství světa ve veslování
Mistrovství světa ve veslování je mezinárodní soutěž nejvyšší úrovně ve veslování. Soutěž je pořádána Mezinárodní veslařskou federací (FISA).

## Historie
První mistrovství světa se uskutečnilo v roce 1962 ve švýcarském Luzernu, další ročníky pak následovaly v čtyřletých intervalech. Od roku 1974 se mistrovství světa koná každoročně s tím, že v olympijských letech jsou na programu pouze neolympijské disciplíny.
Ženy poprvé soutěžily na mistrovství světa v roce 1974. Tentyž rok byly rovněž poprvé zavedeny závody veslařů „lehkých vah“ (viz níže). Závody veslařek lehkých vah byly poprvé na programu v roce 1984 (ještě jako ukázková disciplína), oficiálně jsou součástí programu MS od roku 1985.

## Disciplíny
Délka trati je v současnosti pro všechny disciplíny stejná, obvykle 2000 m. To je tradiční délka mužských tratí. Ženy původně závodily na trati poloviční délky, tedy 1000 m. V roce 1984 (olympijský rok) byly jako ukázkové disciplíny zařazeny do programu závody veslařek lehkých vah, kdy ženy poprvé jely na „mužské“ trati délky 2000 m („klasické“ závody veslařek se toho roku na MS nejely). Od roku 1985 již závodí ženy na trati stejné délky jako muži.
Lodě mohou být buď párové, kdy každý veslař má dvě vesla (skif, dvojskif, párová čtyřka) nebo nepárové, kdy každý veslař má jen jedno veslo (dvojka, čtyřka, osma). Nepárové lodě mohou mít kromě veslařů na palubě také kormidelníka. Osmiveslice má kormidelníka na palubě vždy. Jedinou akceptovanou párovou lodí s kormidelníkem na palubě byla ženská párová čtyřka s kormidelnicí, která byla součástí programu MS od roku 1974 do roku 1983.
Veslaři lehkých vah jsou omezeni hmotností, kdy průměrná váha veslaře (nepočítaje kormidelníka/kormidelnici) nesmí překročit 70 kg u mužů a 57 kg u žen. Maximální váha veslaře je v kategoriích lehkých vah stanovena na 72,5 kg u mužů a 59 kg u žen.
Kormidelník/kormidelnice musí vážit minimálně 55 kg u mužů, 50 kg u žen. Lehčího kormidelníka/kormidelnici je nutno dovážit zátěží.
Tabulka níže je přehledem současných disciplín. "O" značí olympijskou disciplínu, "MS" disciplínu, která není olympijská, ale je součástí mistrovství světa.
| Loď | Loď                     | Muži | Muži (lehké váhy) | Ženy | Ženy (lehké váhy) |
| --- | ----------------------- | ---- | ----------------- | ---- | ----------------- |
| 1x  | Skif                    | O    | MS                | O    | MS                |
| 2x  | Dvojskif                | O    | O                 | O    | O                 |
| 2-  | Dvojka bez kormidelníka | O    | MS                | O    |                   |
| 2+  | Dvojka s kormidelníkem  | MS   |                   |      |                   |
| 4x  | Párová čtyřka           | O    | MS                | O    | MS                |
| 4-  | Čtyřka bez kormidelníka | O    | O                 | MS   |                   |
| 8+  | Osma                    | O    | MS                | O    |                   |

Další tabulka uvádí pro každou disciplínu období, po které je či byla součástí MS (s ignorováním olympijských let, kdy byl program MS vždy značně zredukován):
| Loď  | Loď                                 | Období      | Poznámky                                                                            |
| ---- | ----------------------------------- | ----------- | ----------------------------------------------------------------------------------- |
| Muži |                                     |             |                                                                                     |
| M1x  | Skif                                | 1962 –      |                                                                                     |
| M2x  | Dvojskif                            | 1962 –      |                                                                                     |
| M4x  | Párová čtyřka                       | 1974 –      |                                                                                     |
| M2-  | Dvojka bez kormidelníka             | 1962 –      |                                                                                     |
| M2+  | Dvojka s kormidelníkem              | 1962 –      |                                                                                     |
| M4-  | Čtyřka bez kormidelníka             | 1962 –      |                                                                                     |
| M4+  | Čtyřka s kormidelníkem              | 1962 – 2007 |                                                                                     |
| M8+  | Osma                                | 1962 –      |                                                                                     |
| LM1x | Skif lehkých vah                    | 1974 –      |                                                                                     |
| LM2x | Dvojskif lehkých vah                | 1978 –      |                                                                                     |
| LM4x | Párová čtyřka lehkých vah           | 1989 –      |                                                                                     |
| LM2- | Dvojka bez kormidelníka lehkých vah | 1993 –      |                                                                                     |
| LM4- | Čtyřka bez kormidelníka lehkých vah | 1974 –      |                                                                                     |
| LM8+ | Osma lehkých vah                    | 1974 –      |                                                                                     |
| Ženy |                                     |             |                                                                                     |
| W1x  | Skif                                | 1974 –      |                                                                                     |
| W2x  | Dvojskif                            | 1974 –      |                                                                                     |
| W4x  | Párová čtyřka                       | 1985 –      |                                                                                     |
| W4x+ | Párová čtyřka s kormidelníci        | 1974 – 1983 | od roku 1985 nahrazeno klasickou párovou čtyřkou                                    |
| W2-  | Dvojka bez kormidelníce             | 1974 –      |                                                                                     |
| W4-  | Čtyřka bez kormidelníce             | 1989 –      |                                                                                     |
| W4+  | Čtyřka s kormidelníci               | 1974 – 1987 | od roku 1989 nahrazeno čtyřkou bez kormidelnice                                     |
| W8+  | Osma                                | 1974 –      |                                                                                     |
| LW1x | Skif lehkých vah                    | 1985 –      | v roce 1984 ukázková disciplína                                                     |
| LW2x | Dvojskif lehkých vah                | 1985 –      | v roce 1984 ukázková disciplína                                                     |
| LW4x | Párová čtyřka lehkých vah           | 1997 –      | pro rok 2012 tato disciplína vyřazena z programu, v roce 2013 reintrodukována       |
| LW2- | Dvojka bez kormidelníce lehkých vah | 1995 – 2003 |                                                                                     |
| LW4- | Čtyřka bez kormidelníce lehkých vah | 1985 – 1996 | v roce 1984 ukázková disciplína, od roku 1997 nahrazeno párovou čtyřkou lehkých vah |
| LW8+ | Osma lehkých vah                    |             | v roce 1984 ukázková disciplína                                                     |

## Místa konání
Nejčastějšími místy konání jsou švýcarský Luzern a slovinský (dříve jugoslávský) Bled. Na obou místech se konalo mistrovství světa již čtyřikrát. V Československu/Česku se mistrovství světa konalo dvakrát, v roce 1993 na veslařském kanále v Račicích a v roce 2022 na stejném místě.

## Československá a Česká stopa
- 1962 - 1991 = Československo
- 1993 = Česko

| Rok                       | Pořadatelé                | Zlato | Stříbro | Bronz | Celkem |
| ------------------------- | ------------------------- | ----- | ------- | ----- | ------ |
| 1962                      | Lucern                    | 0     | 0       | 0     | 0      |
| 1966                      | Bled                      | 0     | 0       | 0     | 0      |
| 1970                      | St. Catharines            | 0     | 0       | 1     | 1      |
| 1974                      | Lucern (2)                | 0     | 0       | 2     | 2      |
| 1975                      | Nottingham                | 0     | 1       | 0     | 1      |
| 1976                      | Villach                   | 0     | 0       | 0     | 0      |
| 1977                      | Amsterdam                 | 0     | 1       | 2     | 3      |
| 1978                      | Karapiro, Hamilton Kodaň  | 0     | 1       | 0     | 1      |
| 1979                      | Bled (2)                  | 0     | 3       | 0     | 3      |
| 1980                      | Hazewinkel                | 0     | 0       | 0     | 0      |
| 1981                      | Mnichov                   | 0     | 0       | 0     | 0      |
| 1982                      | Lucern (3)                | 0     | 1       | 2     | 3      |
| 1983                      | Duisburg                  | 0     | 0       | 0     | 0      |
| 1984                      | Montréal                  | 0     | 0       | 0     | 0      |
| 1985                      | Hazewinkel (2)            | 0     | 0       | 1     | 1      |
| 1986                      | Nottingham (2)            | 0     | 0       | 0     | 0      |
| 1987                      | Kodaň (2)                 | 0     | 0       | 0     | 0      |
| 1988                      | Milán                     | 0     | 0       | 0     | 0      |
| 1989                      | Bled (3)                  | 0     | 2       | 1     | 3      |
| 1990                      | Lake Barrington, Tasmánie | 0     | 1       | 1     | 2      |
| 1991                      | Vídeň                     | 0     | 1       | 1     | 2      |
| 1992                      | Montréal (2)              | 0     | 0       | 0     | 0      |
| 1993                      | Račice                    | 0     | 2       | 0     | 2      |
| 1994                      | Indianapolis              | 0     | 0       | 0     | 0      |
| 1995                      | Tampere                   | 0     | 1       | 1     | 2      |
| 1996                      | Motherwell                | 0     | 2       | 0     | 2      |
| 1997                      | Lac d'Aiguebelette        | 0     | 0       | 1     | 1      |
| 1998                      | Kolín nad Rýnem           | 0     | 1       | 1     | 2      |
| 1999                      | St. Catharines (2)        | 0     | 1       | 0     | 1      |
| 2000                      | Záhřeb                    | 1     | 0       | 0     | 1      |
| 2001                      | Luzern (4)                | 0     | 0       | 2     | 2      |
| 2002                      | Sevilla                   | 0     | 0       | 0     | 0      |
| 2003                      | Milán (2)                 | 0     | 1       | 1     | 2      |
| 2004                      | Banyoles                  | 0     | 0       | 0     | 0      |
| 2005                      | Kaizu, Gifu               | 0     | 1       | 1     | 2      |
| 2006                      | Eton Lake, Eton           | 0     | 1       | 1     | 2      |
| 2007                      | Mnichov (2)               | 0     | 1       | 0     | 1      |
| 2008                      | Ottensheim                | 0     | 0       | 0     | 0      |
| 2009                      | Poznaň                    | 0     | 1       | 2     | 3      |
| 2010                      | Karapiro, Hamilton (2)    | 1     | 0       | 0     | 1      |
| 2011                      | Bled (4)                  | 1     | 1       | 0     | 2      |
| 2012                      | Plovdiv                   | 0     | 0       | 0     | 0      |
| 2013                      | Čchungdžu                 | 1     | 0       | 1     | 2      |
| 2014                      | Amsterdam (2)             | 1     | 0       | 0     | 1      |
| 2015                      | Lac d'Aiguebelette (2)    | 1     | 1       | 0     | 2      |
| 2016                      | Rotterdam                 | 0     | 0       | 0     | 0      |
| 2017                      | Sarasota                  | 1     | 0       | 0     | 0      |
| 2018                      | Plovdiv (2)               | 0     | 1       | 0     | 1      |
| 2019                      | Ottensheim (2)            | 0     | 0       | 0     | 0      |
| 2021                      | Šanghaj                   | x     | x       | x     | x      |
| 2022                      | Račice (2)                | x     | x       | x     | x      |
| Celkem Československo     | Celkem Československo     | 0     | 11      | 11    | 22     |
| Celkem Česko (po MS 2019) | Celkem Česko (po MS 2019) | 7     | 15      | 11    | 33     |

## Seznam medailistů a medailistek

### Muži skif
| Mistrovství | Jméno               | Zlato         | Stříbro          | Bronz            |
| ----------- | ------------------- | ------------- | ---------------- | ---------------- |
| MS 1970     | Jaroslav Hellebrand |               |                  | Bronzová medaile |
| MS 1989     | Václav Chalupa      |               | Stříbrná medaile |                  |
| MS 1990     | Václav Chalupa      |               | Stříbrná medaile |                  |
| MS 1991     | Václav Chalupa      |               | Stříbrná medaile |                  |
| MS 1993     | Václav Chalupa      |               | Stříbrná medaile |                  |
| MS 1995     | Václav Chalupa      |               |                  | Bronzová medaile |
| MS 1998     | Václav Chalupa      |               |                  | Bronzová medaile |
| MS 2001     | Václav Chalupa      |               |                  | Bronzová medaile |
| MS 2005     | Ondřej Synek        |               |                  | Bronzová medaile |
| MS 2006     | Ondřej Synek        |               |                  | Bronzová medaile |
| MS 2007     | Ondřej Synek        |               | Stříbrná medaile |                  |
| MS 2009     | Ondřej Synek        |               |                  | Bronzová medaile |
| MS 2010     | Ondřej Synek        | Zlatá medaile |                  |                  |
| MS 2011     | Ondřej Synek        |               | Stříbrná medaile |                  |
| MS 2013     | Ondřej Synek        | Zlatá medaile |                  |                  |
| MS 2014     | Ondřej Synek        | Zlatá medaile |                  |                  |
| MS 2015     | Ondřej Synek        | Zlatá medaile |                  |                  |
| MS 2017     | Ondřej Synek        | Zlatá medaile |                  |                  |
| MS 2018     | Ondřej Synek        |               | Stříbrná medaile |                  |

### Muži dvojskif
| Mistrovství | Jméno                           | Zlato | Stříbro          | Bronz            |
| ----------- | ------------------------------- | ----- | ---------------- | ---------------- |
| MS 1979     | Zdeněk Pecka, Václav Vochoska   |       | Stříbrná medaile |                  |
| MS 1982     | Zdeněk Pecka, Václav Vochoska   |       |                  | Bronzová medaile |
| MS 2003     | Milan Doleček ml., Ondřej Synek |       |                  | Bronzová medaile |

### Muži skif lehkých vah
| Mistrovství | Jméno            | Zlato         | Stříbro          | Bronz            |
| ----------- | ---------------- | ------------- | ---------------- | ---------------- |
| MS 1995     | Tomáš Kacovský   |               | Stříbrná medaile |                  |
| MS 1996     | Tomáš Kacovský   |               | Stříbrná medaile |                  |
| MS 1997     | Tomáš Kacovský   |               |                  | Bronzová medaile |
| MS 1998     | Michal Vabroušek |               | Stříbrná medaile |                  |
| MS 1999     | Michal Vabroušek |               | Stříbrná medaile |                  |
| MS 2000     | Michal Vabroušek | Zlatá medaile |                  |                  |
| MS 2001     | Michal Vabroušek |               |                  | Bronzová medaile |

### Muži dvojskif lehkých vah
| Mistrovství | Jméno                      | Zlato | Stříbro | Bronz            |
| ----------- | -------------------------- | ----- | ------- | ---------------- |
| MS 1989     | Petr Kováč, Tibor Groeppel |       |         | Bronzová medaile |

### Muži dvojka s kormidelníkem
| Mistrovství | Jméno                                                         | Zlato | Stříbro          | Bronz            |
| ----------- | ------------------------------------------------------------- | ----- | ---------------- | ---------------- |
| MS 1974     | Oldřich Svojanovský, Pavel Svojanovský, Vladimír Petříček (k) |       |                  | Bronzová medaile |
| MS 1977     | Karel Mejta, Karel Neffe,Jiří Pták (k)                        |       |                  | Bronzová medaile |
| MS 1978     | Karel Mejta, Karel Neffe, Jiří Pták (k)                       |       | Stříbrná medaile |                  |
| MS 1979     | Milan Škopek, Josef Plamínek, Oldřich Hejdušek (k)            |       | Stříbrná medaile |                  |
| MS 1982     | Milan Doleček st., Milan Škopek,Oldřich Hejdušek (k)          |       |                  | Bronzová medaile |
| MS 1991     | Michal Dalecký, Dušan Macháček, Oldřich Hejdušek (k)          |       |                  | Bronzová medaile |
| MS 2009     | Jakub Makovička, Václav Chalupa, Oldřich Hejdušek (k)         |       | Stříbrná medaile |                  |

### Muži čtyřka bez kormidelníka
| Mistrovství | Jméno                                                               | Zlato | Stříbro          | Bronz            |
| ----------- | ------------------------------------------------------------------- | ----- | ---------------- | ---------------- |
| MS 1977     | Pavel Konvička, Josef Neštický, Vlastimil Beránek, Lubomír Zapletal |       |                  | Bronzová medaile |
| MS 1979     | Lubomír Zapletal, Josef Neštický, Jiří Prudil, Vojtěch Caska        |       | Stříbrná medaile |                  |

### Muži čtyřka s kormidelníkem
| Mistrovství | Jméno                                                                                  | Zlato | Stříbro          | Bronz |
| ----------- | -------------------------------------------------------------------------------------- | ----- | ---------------- | ----- |
| MS 1982     | Vojtěch Caska, Josef Neštický, Jan Kabrhel, Karel Neffe, Jiří Pták (k)                 |       | Stříbrná medaile |       |
| MS 1989     | Michal Šubrt, Pavel Menšík, Dušan Vicik, Dušan Macháček, Jiří Pták (k)                 |       | Stříbrná medaile |       |
| MS 1993     | Petr Blecha, Michal Dalecký, Jiří Šefčík, Pavel Sokol, Oldřich Hejdušek (k)            |       | Stříbrná medaile |       |
| MS 1996     | Dušan Businský, Michal Dalecký, Pavel Malinský, Lubomír Skalický, Oldřich Hejdušek (k) |       | Stříbrná medaile |       |

### Muži párová čtyřka
| Mistrovství | Jméno                                                              | Zlato | Stříbro          | Bronz            |
| ----------- | ------------------------------------------------------------------ | ----- | ---------------- | ---------------- |
| MS 1974     | Filip Koudela, Zdeněk Pecka, Miroslav Laholík, Jaroslav Hellebrand |       |                  | Bronzová medaile |
| MS 1975     | Filip Koudela, Zdeněk Pecka, Václav Vochoska, Jaroslav Hellebrand  |       | Stříbrná medaile |                  |
| MS 1977     | Karel Černý, Filip Koudela, Zdeněk Pecka, Václav Vochoska          |       | Stříbrná medaile |                  |
| MS 1985     | Jan Vochoska, Zdeněk Bureš, Miloš Zářecký, Jaroslav Švrček         |       |                  | Bronzová medaile |
| MS 2003     | David Kopřiva, Petr Vitásek, Jakub Hanák, David Jirka              |       | Stříbrná medaile |                  |

### Ženy skif
| Mistrovství | Jméno              | Zlato         | Stříbro          | Bronz            |
| ----------- | ------------------ | ------------- | ---------------- | ---------------- |
| MS 2005     | Miroslava Knapková |               | Stříbrná medaile |                  |
| MS 2006     | Miroslava Knapková |               | Stříbrná medaile |                  |
| MS 2009     | Miroslava Knapková |               |                  | Bronzová medaile |
| MS 2011     | Miroslava Knapková | Zlatá medaile |                  |                  |
| MS 2013     | Miroslava Knapková |               |                  | Bronzová medaile |
| MS 2015     | Miroslava Knapková |               | Stříbrná medaile |                  |

### Ženy párová čtyřka
| Mistrovství | Jméno                                                          | Zlato | Stříbro | Bronz            |
| ----------- | -------------------------------------------------------------- | ----- | ------- | ---------------- |
| MS 1990     | Hana Kafková, Iva Mikolová, Martina Šefčíková, Irena Soukupová |       |         | Bronzová medaile |